# Fomo (singel)
Fomo (styl. FOMO) – utwór polskiej raperki bambi, który został wydany, wraz z albumem Trap or die, 6 lutego 2025.

## Twórcy
Opracowano na podstawie materiałów źródłowych.
- Bambi – wokal, tekst
- Francis – kompozycja, produkcja
- Skibovicz – kompozycja, produkcja, realizacja
- Enzu – miks, mastering

## Teledysk
Do utworu powstał teledysk w reżyserii Dominika Cebuli, który udostępniono 7 lutego 2025 za pośrednictwem serwisu YouTube. W klipie wystąpiła Vanessa Aleksander.

## Notowania

### Pozycje na listach tygodniowych
| Kraj   | Lista                    | Pozycja |
| ------ | ------------------------ | ------- |
| Polska | OLiS – single w streamie | 99      |
| Polska | Spotify                  | 79      |